# Иссык-Куль (аэропорт)
Международный аэропорт Иссык-Куль (кирг. Ысык-Көл эл аралык аэропорту; IATA: IKU ICAO: UCFL (ранее:UAFR,UAFL)) — аэропорт в селе Тамчы Иссык-Кульской области Кыргызстана. Имеет статус международного. В 2016 году получил код IATA — IKU.
Начал свою деятельность в 1975 году в качестве резервного аэродрома для близлежащего, ныне не существующего аэропорта Чолпон-Ата. Взлётно-посадочная полоса и аэровокзал были построены в 2003 году.
Работает круглосуточно, расположен в 35 км западнее города Чолпон-Ата и 5 км восточнее посёлка Тамчы; относится к 4D классу (по классификации ИКАО). Находится на высоте 1653,8 м; длина взлётно-посадочной полосы 3800 м, ширина — 45 м. Тип покрытия: армобетон. Имеет семь стоянок для воздушных судов.
Реконструирован в 2016 году: было установлено новое современное светосигнальное оборудование, система инструментальной посадки ILS, метеорологическое оборудование, модернизирована система электроснабжения, реконструирован вокзал, удлинена взлётно-посадочная полоса.
Допущен к эксплуатации в круглосуточном режиме с 29 августа 2016 года.

## Эксплуатируемые типы воздушных судов
Ту-154, Ту-204, Boeing 737, Boeing 757, Airbus А319, А320, A321, BAE 146-200, Embraer E170/E175.

## Авиакомпании и направления
Данные актуальные на 10 июня 2025  сезонное расписание
| Авиакомпания    | Направления     | Примечания                |
| --------------- | --------------- | ------------------------- |
| Asman Airlines  | Ош, Алматы      |                           |
| TezJet Airlines | Ош, Джалал-Абад |                           |
| Sky FRU         | Ош              | Запланирован с 01.07.2025 |
| S7 Airlines     | Новосибирск     |                           |
| Qazaq Air       | Алматы          | Запланирован с 23.06.2025 |
| Fly Arystan     | Алматы          |                           |
| Fly Khiva       | Ташкент         |                           |
| Silk Avia       | Ташкент         |                           |
| Centrum Air     | Ташкент         |                           |